# Двенадцатый флот ВМС США
Двенадцатый флот ВМС США был создан 9 сентября 1943 года по решению адмирала Эрнста Кинга. Командование флота находилось в Лондоне, где работал штаб ВМС США в Европе под общим руководством военно-морского атташе контр-адмирала Алана Кирка. 1 октября 1943 года во главе флота был поставлен адмирал Гарольд Старк. Основной задачей флота была подготовка к высадке во Франции.
Летом 1945 года началась демобилизация флота, однако гражданская война в Греции заставила американцев перебросить часть сил на Средиземное море. 5 сентября 1946 года контр-адмирал Джон Кассади вошёл со своей эскадрой в греческий порт Пирей. По мнению современного историка Джеймса Чейса это событие стало символом начавшегося противостояния Запада и просоветских коммунистических режимов в Восточной Европе.
1 ноября 1946 года Средиземноморская эскадра была преобразована в Шестой флот ВМС США.